# Ai Šinozaki
Ai Šinozaki (japonsky 篠崎 愛 [Šinozaki Ai], anglickým přepisem Ai Shinozaki, přezdívky: Aičan, Aitýn; * 26. února 1992, Tokio, Japonsko) je japonská gravure idol, herečka a zpěvačka. V současnosti členka dívčí j-popové skupiny AeLL.
Od roku 2006 působí jako časopisecká fotomodelka, kterým se v Japonsku říká guradoru (グラドル) také gravure idol (podle tiskařské techniky rotogravura). V modelingu spolupracuje například s časopisem Young Animal. Je členkou dívčí j-popové skupiny AeLL (Activity eco Life with Love). Hrála ve filmovém horroru Kocu Cubo (骨壺, květen 2012) a ve vědeckofantastické komedii Time Slip Megane (2013).